# Maison d'éducation de la Légion d'honneur
La Maison d'éducation de la Légion d'honneur è un istituto di istruzione secondaria di primo e secondo grado di Parigi; istituito nel 1805 da Napoleone e originariamente destinato unicamente alle ragazze di buona famiglia i cui padri, nonni o bisnonni fossero stati insigniti della prestigiosa decorazione statale della Legion d'onore, ancora oggi il suo accesso è unicamente per diritto ereditario.

## Storia
La storia della Maisons d'éducation de la Légion d'honneur è strettamente legata alla Maison royale de Saint-Louis fondata da Madame de Maintenon a Saint-Cyr (oggi Saint-Cyr-l'École) e costruita su progetto di Jules Hardouin Mansart, che divenne poi la principale scuola per ufficiali di Francia. Napoleone conosceva bene la Maison royale de Saint-Louis perché sua sorella Elisa vi aveva studiato e pertanto decise di creare un istituto simile nella capitale. Molte sono le similità tra i due istituti: il legame comune con la Legion d'onore e l'Ordine di San Luigi, l'essere destinata a figlie di poveri ufficiali o nobili, la divisione in classi con colori diversi.
Durante il regno di Napoleone come imperatore di Francia, molte scuole educavano i ragazzi francesi a divenire buoni soldati, ma poche si occupavano dell'educazione femminile, dal momento che la Convenzione Nazionale aveva chiuso tutti i conventi che in precedenza si occupavano di questo ramo dell'educazione. Napoleone decise quindi si istituire la Maisons d'éducation de la Légion d'honneur per prendersi cura dell'educazione delle figlie (molte delle quali orfane) dei suoi migliori soldati. Il suo primo progetto era di creare una scuola per figli e figlie di soldati morti nella battaglia di Austerlitz, ma questo progetto, presentato il 7 dicembre 1805, venne alla fine cassato.
Il decreto che istituì l'attuale Maisons d'éducation de la Légion d'honneur venne siglato da Napoleone il 15 dicembre 1805 al palazzo di Schönbrunn. Con tale documento egli permise la creazione di ben tre scuole per le figlie degli insigniti della Legion d'onore, che potevano entrarvi tra i 7 ed i 10 anni e vi uscivano a 21.
Napoleone nominò Jeanne-Louise-Henriette Campan, già lettrice delle figlie di Luigi XV e dama di compagnia della regina Maria Antonietta al ruolo di prima preside dell'istituzione. Dal 1794, madame Campan si era già occupata della direzione di una scuola per ragazze a Saint-Germain-en-Laye ed aveva avuto tra le proprie alunne anche Hortense de Beauharnais, Stéphanie de Beauharnais, Paolina Bonaparte e Caroline Bonaparte. L'idea iniziale era di istituire la scuola a Saint-Germain, ma la scelta ricadde infine sullo "Château d'Écouen", che dal 6 luglio 1806 era di proprietà dell'istituzione della Legion d'onore.

In una lettera datata 15 maggio 1807, Napoleone descrisse i principi di educazione che sarebbero stati dati alle ragazze alunne dell'istituzione:
. Richiedeva studi semplici, lasciando perdere le vanità e richiedendo passione attiva alle alunne, così da farne buone madri e buone mogli.
Il 25 marzo 1809, Napoleone siglò un nuovo decreto per istituire una seconda Maison d'éducation de la Légion d'honneur presso la Basilica di Saint Denis che dal 1790 era divenuta proprietà del demanio francese. La scuola venne inaugurata il 1º luglio 1811, ma i primi alunni vi entrarono nel 1812.
Il 15 luglio 1810, un nuovo decreto di Napoleone istituì le "Maisons d'orphelines de la Légion d'honneur", aperte anche alle figlie orfane di membri insigniti della Legion d'onore, indipendentemente dal loro grado nell'esercito o nell'ordine. Queste scuole vennero dirette da una congregazione di monache conosciuta come "Congrégation de la Mère de Dieu". Three di questi istituti vennero creati: uno all' "Hôtel de Corberon" a Parigi (aperto nell'inverno del 1811), uno nell'ex convento degli agostiniani di "Les Loges" presso Saint-Germain-en-Laye (aperto nella primavera del 1812) ed uno all'"Abbaye de Barbeaux" presso Fontainebleau (aperto nel luglio del 1813). Un decreto di Luigi XVIII chiuse queste scuole dal 19 luglio 1814, ma queste vennero riaperte il 17 settembre di quello stesso anno su pressione delle vedove degli ufficiali d'esercito e vennero riaperte tutte ad eccezione della sede di Fontainebleau.
Nel 1821, le scuole vennero ad ogni modo riorganizzate: la scuola di Saint-Denis ammise solo le figlie degli ufficiali superiori, mentre le altre scuole, considerate "filiazioni" ammettevano anche le figlie di soldati di grado inferiore.
Nel 1881, le leggi di Jules Ferry sull'educazione costrinsero le scuole religiose a divenire laiche. Nel 1890 le Maisons d'éducation presero indirizzi diversi: "Les Loges" si orientò maggiormente sulle professioni manuali, quella di Écouen si orientò alla preparazione commerciale e sull'educazione come professione, mentre quella di Saint-Denis preparava essenzialmente a studi superiori.
Nel 1920, le Maisons d'éducation de la Légion d'honneur iniziarono a seguire il medesimo curriculum dei licei francesi. Le ragazze più giovani vennero fatte studiare alla sede di "Les Loges", le più grandi a Écouen e le ultime a Saint-Denis.

### Écouen: la prima sede

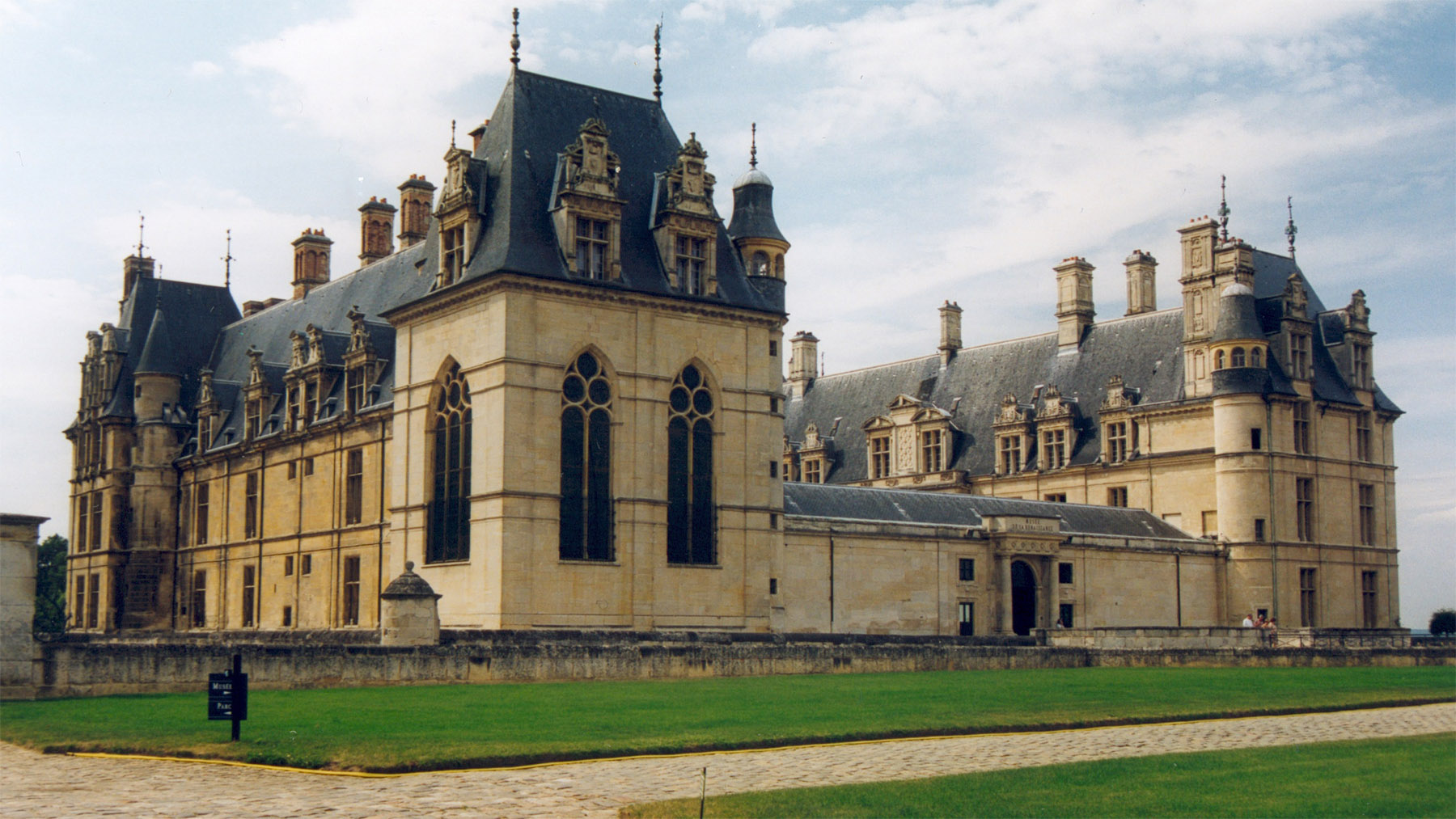
Il castello d'Écouen

Il Castello d'Écouen fu il luogo d'istituzione della prima Maison d'éducation de la Légion d'Honneur. I primi alunni vi entrarono il 17 novembre 1807, e la preside fu Jeanne-Louise-Henriette Campan, nominata da Napoleone il 5 settembre di quello stesso anno. I primi regolamenti della scuola vennero pubblicati solo nel 1809.
Nel 1814, re Luigi XVIII restituì il castello al principe di Condé che lo lasciò disabitato sino al 1830; la proprietà del castello tornò alla Legion d'onore nel 1838.
Nel 1851, l'ex "Maison des orphelines de la Légion d'honneur" dell' "Hôtel de Corberon" di Parigi, che era divenuta una filiazione della scuola di Saint-Denis nel 1821, venne spostata al castello d'Écouen da Napoleone III.
Nel 1962, il gran cancelliere della Legion d'onore chiuse la scuola di Écouen ed affidò il castello al ministero della cultura per farne un museo nazionale sul rinascimento francese.

### La sede di Saint-Denis

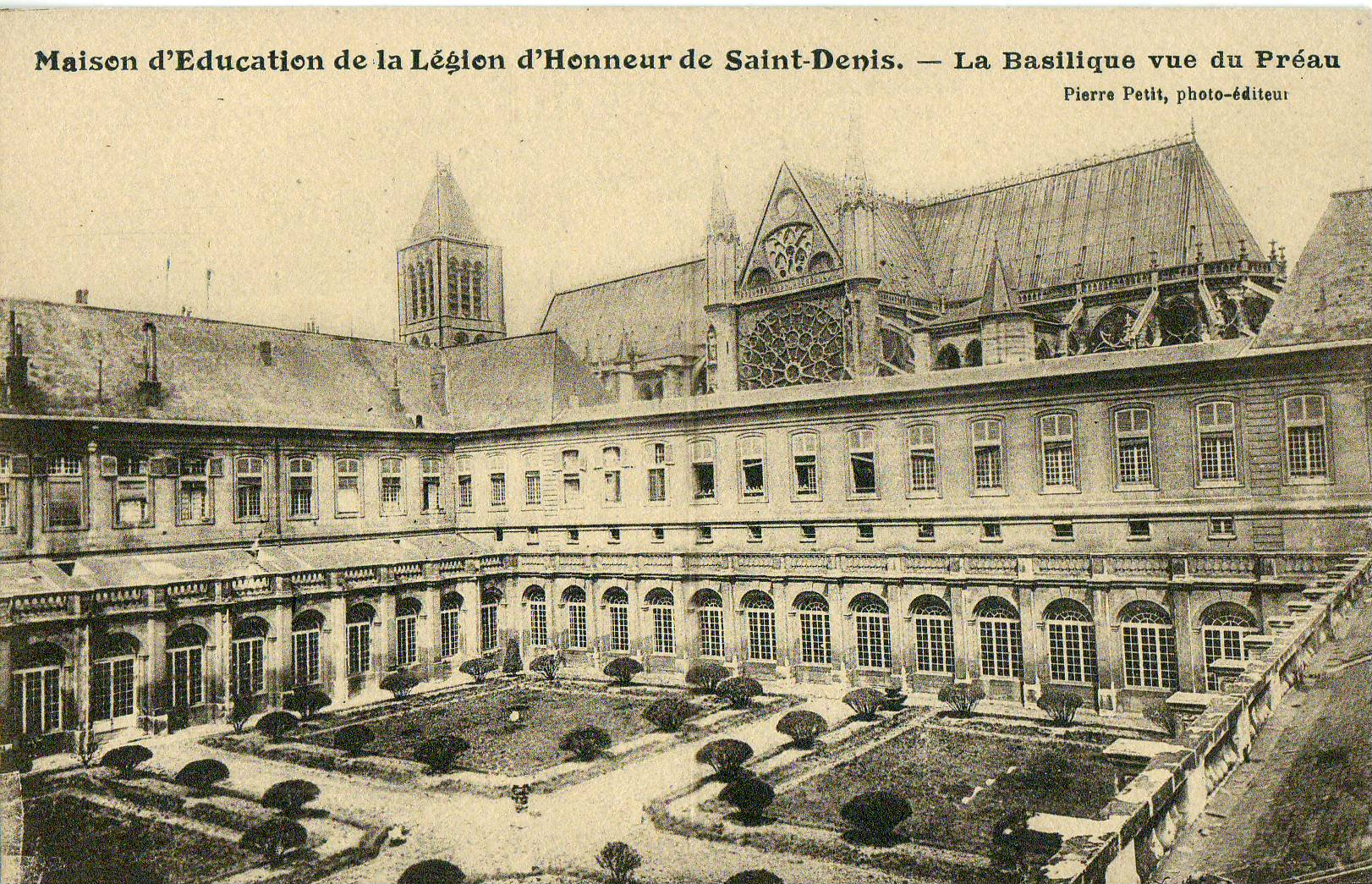
Veduta della scuola di Saint-Denis, presso la basilica.

Inaugurata il 1º luglio 1811, la Maison d'éducation de la Légion d'honneur di Saint-Denis venne gestita da Madame du Bouzet, vedova di un colonnello morto nella battaglia di Jemappes. I primi alunni giunsero nel 1812.
Dal 1820 al 1837, la preside fu Marie-Benoîte-Joséphine de Prévost de la Croix.
Il 1º settembre 1989, Saint-Denis aprì una classe di "Lettres Supérieures" (detta anche hypokhâgne), ed il 1º settembre 1994 una classe di "Première Supérieure" (khâgne). Il 1º settembre 1990, la scuola aprì una classe di "Brevet de Technicien Supérieur" (BTS) in affari internazionali, con una preparazione particolare per le scuole commerciali.
La scuola attuale, che ha sede nel chiostro dell'ex basilica di Saint Denis, è un liceo con 500 alunni. L'edificio non è accessibile al pubblico ed è visibile unicamente durante le Giornate europee del patrimonio. La scuola ha accolto anche dei set cinematografici come il film francese Les Femmes de l'ombre.
Il refettorio presenta ancora oggi un dipinto intitolato Le Martyre de saint Denis, de saint Eleuthère et de saint Rustique del pittore fiammingo Caspar de Crayer.

### La sede di Les Loges
Nel 1811, all'arrivo dei primi alunni, la "Maison d'orphelines de la Légion d'honneur" di "Les Loges" presso Saint-Germain-en-Laye era retta da Madame de Lezeau, superiora della Congregazione della Madre di Dio. Nel 1814, re Luigi XVIII chiuse la "Maisons d'orphelines", ma la scuola venne riaperta in quello stesso anno e dal 1821 divenne una filiazione di quella di Saint-Denis.

## Condizioni d'ammissione
Le Maisons d'éducation de la Légion d'honneur sono scuole pubbliche, aconfessionali (vi sono cappellani cattolici e protestanti in tutti gli istituti), e solo femminili. In ordine di priorità, ad ogni modo, queste scuole sono aperte unicamente a:
- Figlie, nipoti e pronipoti di membri della Legion d'onore
- Figlie, nipoti e pronipoti di persone che hanno ricevuto la Médaille militaire
- Figlie, nipoti e pronipoti di membri dell'Ordre national du Mérite
- Figlie e nipoti di membri stranieri insigniti della Legion d'onore (su consenso del gran maestro dell'ordine)

## Uniformi

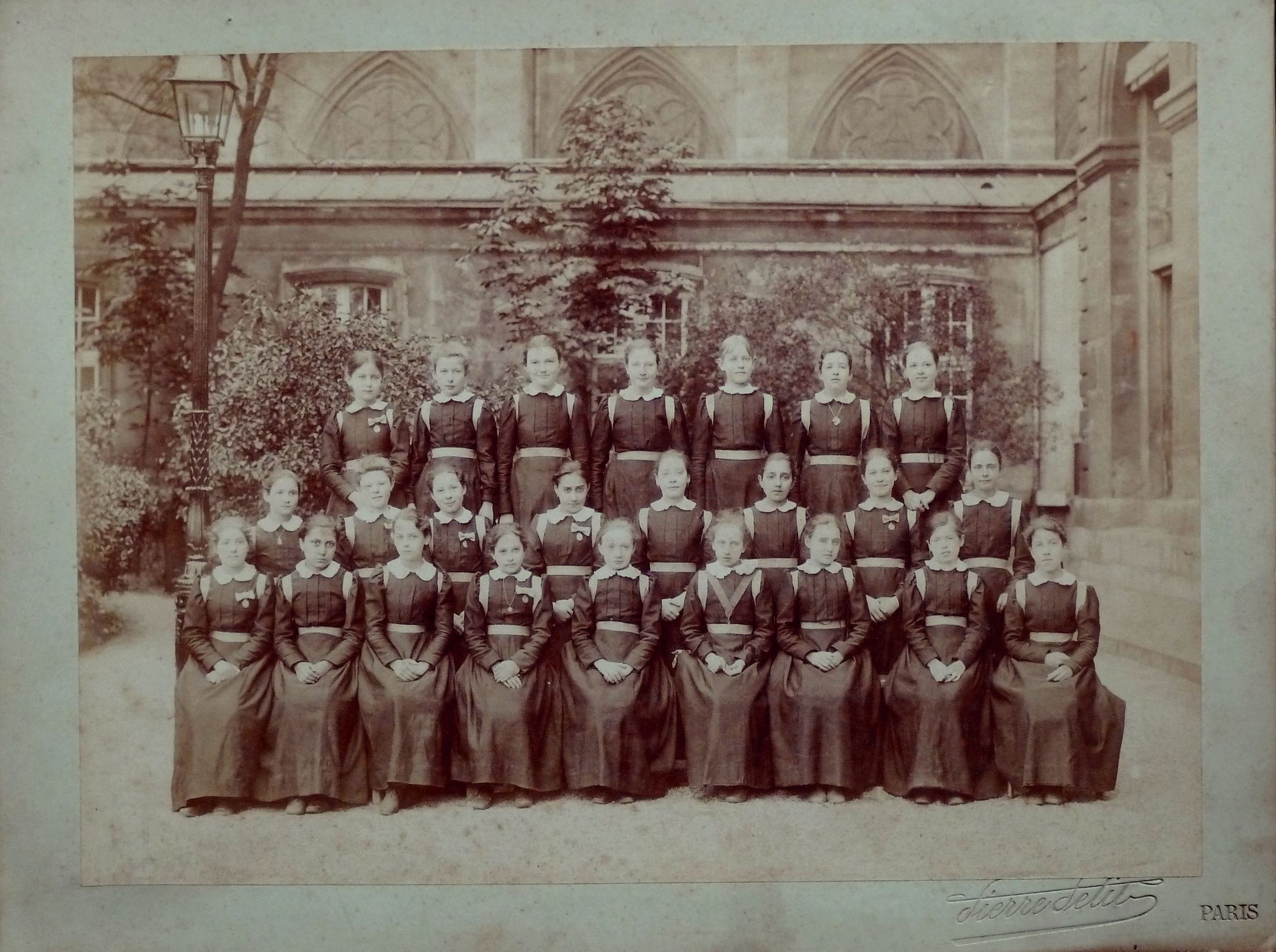
Un gruppo di allieve nel 1907, fotografia di Pierre Petit.

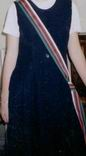
L'uniforme di una studentessa dell'ultimo anno.

L'uniforme scolastica è obbligatoria in tutte le sedi delle Maisons d'éducation de la Légion d'honneur. L'uniforme è cambiata molte volte dall'istituzione della scuola, l'ultima voltra nel settembre del 2007.
L'uniforme è composta da un vestito senza maniche di color blu oltremare con una camicia bianca a maniche corte in estate e a maniche lunghe in inverno. L'uniforme è corredata da una fascia di colore differente a seconda delle classi:
- verde in sixième (12 anni)
- violetto in cinquième (13 anni)
- "aurore" (arancio) in quatrième (14 anni)
- blu in troisième (15 anni)
- "nacarat" (rosso) in seconde (16 anni)
- bianca in première (17 anni)
- multicolore (con tutti i colori precedenti) in terminale (18 anni)

Le studentesse indossano anche un berretto di colore blu oltremare con bottoni d'oro.

## Presidi
- 1816-1820 : contessa di Quengo
- 1820-1837 : Marie Benoîte Joséphine Prévost de La Croix, baronessa de Bourgoing
- 1837-1851 : Julie Magdeleine Sophie Forget, baronessa Dannery
- 1851-1870 : Léonie Garat, vedova Daumesnil
- 1870-1888 : Madame Le Ray
- 1888-1913 : Madame Ryckebusch
- 1913-1919 : Madame Huet
- 1919-1925 : Madame Maratuech
- 1925-1934 : Madame Porte
- 1934-1939 : Adèle Rogez
- 1939-1942 : Mademoiselle Lagneau
- 1942-1959 : Madame Léonie Meunier
- 1959-1966 : Madame d'Alverny
- 1966-1978 : Hermine du Couedic de Kergoaler
- 1978-1987 : Jeanne-Marie Faucheux
- 1987-2000 : Aliette Vandevoorde
- 2000-2012 : Huguette Peirs
- 2012-2021 : Marie-France Lorente
- 2021- : Sophie Maraux

## Alunne celebri
- Marie d'Agon de la Contrie, donna di lettere e romanziera
- Zoé Fleurentin, poetessa
- Sam Bourcier (già Marie-Hélène Bourcier), sociologa
- Laurence Equilbey, maestra di coro[6]
- Marie Espinosa, attrice e cantante
- Julie de Querangal, donna di lettere
- Charlotte Mery de Bellegarde, navigatrice[7]
- Léonie Simaga, attrice
- Mazarine Pingeot, scrittrice[8]
- Anne-Élisabeth Lemoine, journaliste[9]
- Béatrice Ardisson, musicista
- Constance Guisset, designer e scenografa
- Gwenaële Barussaud, scrittrice
- Renée David, enigmista
- Suzanne Ploux, politica

## Docenti celebri
- Charles Pépin, filosofo
- Jean-René Van der Plaetsen, filosofo